# RusVelo/Saison 2013
Dieser Artikel listet Erfolge und Fahrer des Radsportteams RusVelo in der Saison 2013 auf.

## Erfolge in der UCI America Tour
In den Rennen der Saison 2013 der UCI America Tour gelangen die nachstehenden Erfolge.
| Datum        | Rennen                        | Kat. | Fahrer           |
| ------------ | ----------------------------- | ---- | ---------------- |
| 17. Dezember | 1. Etappe Vuelta a Costa Rica | 2.2  | Alexander Serow  |
| 21. Dezember | 5. Etappe Vuelta a Costa Rica | 2.2  | Jewgeni Kowaljow |

## Erfolge in der UCI Europe Tour
In den Rennen der Saison 2013 der UCI Europe Tour gelangen die nachstehenden Erfolge.
| Datum     | Rennen                                     | Kat. | Fahrer            |
| --------- | ------------------------------------------ | ---- | ----------------- |
| 17. April | 1. Etappe Grand Prix of Adygeya (EZF)      | 2.2  | Ilnur Sakarin     |
| 2. Mai    | Memorial of Oleg Dyachenko                 | 1.2  | Alexander Rybakow |
| 3. Mai    | Grand Prix of Moscow                       | 1.2  | Iwan Kowaljow     |
| 8. Mai    | 3. Etappe Five Rings of Moscow             | 2.2  | Sergei Klimow     |
| 30. Mai   | 1a. Etappe Tour of Estonia                 | 2.1  | Leonid Krasnow    |
| 21. Juni  | Russische Meisterschaft – Einzelzeitfahren | CN   | Ilnur Sakarin     |
| 8. August | 1. Etappe Volta a Portugal                 | 2.1  | Alexander Serow   |

## Zugänge – Abgänge
| Zugänge             | Team 2012            | Abgänge                        | Team 2013                   |
| ------------------- | -------------------- | ------------------------------ | --------------------------- |
| Igor Bojew          | Itera-Katusha        | Dmitri Kosontschuk             | Katusha                     |
| Pawel Kotschetkow   | Itera-Katusha        | Nikolai Trussow                | Cyclingteam de Rijke-Shanks |
| Sergei Pomoschnikow | Itera-Katusha        | Iwan Rowny                     | Ceramica Flaminia-Fondriest |
| Alexander Rybakow   | Itera-Katusha        | Matwei Subow                   | Itera-Katusha               |
| Ilnur Sakarin       | Itera-Katusha        | Arkimedes Arguelyes            | Lokosphinx                  |
| Andrei Solomennikow | Itera-Katusha        | Alexei Markow                  | Karriereende                |
| Roman Maikin        | Itera-Katusha (2010) | Alexander Chatunzew            | Unbekannt                   |
| Gennadi Tatarinow   | Neoprofi             | Nikita Jeskow                  | Unbekannt                   |
|                     |                      | Waleri Walynin                 | Unbekannt                   |
|                     |                      | Waleri Kaikow (bis 11. April)  | Dopingsperre                |
|                     |                      | Nikolai Schurkin (bis 4. Juni) | Helicopters                 |

## Mannschaft
| Fahrer                 | Geburtsdatum           | Land         |              |
| ---------------------- | ---------------------- | ------------ | ------------ |
| Igor Bojew             | 22. November 1989      | Russland     |              |
| Sergei Firsanow        | 3. Juli 1982           | Russland     |              |
| Artur Jerschow         | 7. März 1990           | Russland     |              |
| Sergei Klimow          | 7. Juli 1980           | Russland     |              |
| Pawel Kotschetkow      | 7. März 1986           | Russland     |              |
| Iwan Kowaljow          | 26. Juli 1986          | Russland     |              |
| Jewgeni Kowaljow       | 6. März 1989           | Russland     |              |
| Leonid Krasnow         | 24. Januar 1988        | Russland     |              |
| Roman Maikin           | 14. August 1990        | Russland     |              |
| Wiktor Manakow         | 9. Juni 1992           | Russland     |              |
| Alexander Mironow      | 22. Januar 1984        | Russland     |              |
| Artjom Owetschkin      | 11. Juli 1986          | Russland     |              |
| Sergei Pomoschnikow    | 17. Juli 1990          | Russland     |              |
| Alexander Rybakow      | 17. Mai 1988           | Russland     |              |
| Ilnur Sakarin          | 15. September 1989     | Russland     |              |
| Iwan Sawizki           | 6. März 1992           | Russland     |              |
| Alexander Serow        | 12. November 1982      | Russland     |              |
| Andrei Solomennikow    | 10. Juni 1987          | Russland     |              |
| Gennadi Tatarinow      | 20. April 1991         | Russland     |              |
| Stagiaires             | Stagiaires             | Nationalität | Nationalität |
| Michail Akimow         | Michail Akimow         | Russland     |              |
| Alexander Foliforow    | Alexander Foliforow    | Russland     |              |
| Alexander Jewtuschenko | Alexander Jewtuschenko | Russland     |              |